# Ligne d'Ouest-Ceinture à Chartres
La ligne d'Ouest-Ceinture à Chartres (no 553 000 du réseau ferré national), également connue sous le nom de ligne de Paris à Chartres par Gallardon, est une ligne de chemin de fer française partiellement déclassée.
Construite par l'Administration des chemins de fer de l'État au début du XXe siècle, comme une alternative aux voies de la Compagnie de l'Ouest, elle perdit son intérêt après le rachat de cette dernière par l'État. Les travaux se poursuivirent néanmoins au ralenti et durèrent vingt-quatre ans au total. La ligne ne vit circuler des trains que de 1930 à 1939, tandis que la section finale entre Massy et Paris ne fut jamais achevée.
La voie ferrée est encore en place de Chartres à Ymeray, en Eure-et-Loir, où circule un vélorail sur une courte portion. Le reste du parcours a été reconverti en voie verte ou bien en infrastructures routières. Entre Paris et Massy - Palaiseau, les emprises ont été réutilisées dans les années 1980 lors de la construction de la LGV Atlantique.

## Histoire
L'Administration des chemins de fer de l'État reçut concession pour la construction de cette ligne le 17 juillet 1879, dans le cadre du plan Freycinet.

### Projet initial
Le parcours envisagé était destiné à donner une gare à Paris au réseau de l'État récemment constitué. La nouvelle gare à construire, dans le quartier de Chaillot, aurait été reliée à la ligne de Chartres à Orléans (de la Compagnie du chemin de fer d'Orléans à Rouen, reprise par l'État) au point le plus proche de Paris de ce nouveau réseau, à proximité d'Auneau. Après avoir longé la Seine à l'emplacement de l'actuelle avenue du Président-Kennedy, la ligne aurait desservi Boulogne-Billancourt où aurait été établie une gare de marchandises. Les 30 kilomètres de Boulogne à Orsay auraient nécessité la construction d'importants ouvrages dans des terrains accidentés : premier viaduc de 1 050 m sur la Seine, tunnel de 6 040 m sous les hauteurs de Meudon, deuxième viaduc de 1 000 m sur la vallée de la Bièvre, autre tunnel de 2 040 m entre Bièvres et Orsay, et un troisième viaduc de 1 400 m sur la vallée de l'Yvette. Ce projet trop coûteux resta sans suite.

### Construction
Après plusieurs modifications, le tracé définitif fut reconnu d'utilité publique par une loi le 21 juillet 1903.
Bien qu'économiquement inintéressante et doublant l'autre ligne passant par Rambouillet, la construction de ce court maillon de 85 km se justifiait pour des raisons politiques. En effet, la ligne du réseau de l'État, venant de Niort, Saumur et Château-du-Loir, et se dirigeant vers Paris, se terminait à Chartres. Les voyageurs de l'État à destination de Paris devaient donc poursuivre leur voyage en utilisant la ligne, les voitures et les locomotives de la Compagnie de l'Ouest. Les hommes politiques de la Vendée et du Poitou souhaitaient voir « leur » compagnie, l'État, les transporter jusqu'à Paris-Montparnasse. Ainsi fut décidée la création de cette ligne, les travaux commençant à partir de Chartres, où s'arrêtait la ligne de l'État, en direction de Paris, et non l'inverse comme le laisserait penser sa dénomination. La cohabitation des deux compagnies cessa le 1er janvier 1909, quand le réseau de l'État racheta celle de l'Ouest. Néanmoins, la construction de cette ligne se poursuivit au ralenti, car disposer d'un itinéraire alternatif vers Chartres représentait une réserve de capacité en vue de l'augmentation du trafic à Paris-Montparnasse. Entre Paris et Massy, l'emprise fut prévue suffisamment large pour 4 voies, permettant de faire cohabiter les trains rapides avec un service de banlieue.
Après une vague d'expropriations, la construction commença en 1907. La section de Chartres à Gallardon-Pont fut achevée en 1913, celle de Gallardon-Pont à Saint-Arnoult-en-Yvelines en 1917 ; elles étaient alors équipées de deux voies. Entre Paris et Saint-Arnoult, en revanche, le tracé subit plusieurs modifications significatives et sa construction ne démarra qu'en 1911.
À la fin de la Première Guerre mondiale en 1918, la pénurie en acier était telle qu'on décida de déposer l'une des deux voies entre Chartres et Saint-Arnoult. Cependant, la construction de la dernière section reprit, à voie unique cette fois-ci. Rochefort-en-Yvelines fut atteinte en 1921 et Limours en 1922.
La voie fut ensuite prolongée jusqu'à Châtenay-Malabry en 1931, avec la construction d'ouvrages d'art. Le nœud de Massy - Palaiseau fut entièrement restructuré, avec la construction de sauts-de-moutons (notamment les ponts de Chartres et de Gallardon, pour le franchissement par-dessous des voies de la ligne de Sceaux et de la Grande Ceinture stratégique). Toutefois, la dernière section de 2 km entre Châtenay et Bagneux, comprenant un tunnel sous Sceaux et Fontenay-aux-Roses et qui aurait permis de gagner Paris, ne fut jamais construite. Le dépôt de locomotives de Châtillon - Montrouge, créé en 1926 pour cette ligne, ne fit que remplacer le dépôt de Vaugirard.

### Exploitation
La ligne finit par ouvrir entre Chartres et Massy le 15 mai 1930. Aucun train express ne circula jamais entre Paris et Gallardon-Pont ; seuls deux trains aller-retour quotidiens entre Massy et Chartres (au plus), tractés par des locomotives à vapeur, avec des horaires peu pratiques, et de nouveaux autorails en test (michelines sur pneus, d'une part, et Bugatti, d'autre part) la parcoururent. De surcroît, la ligne ne desservait pas directement Massy - Palaiseau, mais une gare située à environ 500 m au sud-ouest (cependant implantée dans le périmètre du nœud ferroviaire), rendant ainsi les correspondances malcommodes.

### Fermeture et déclassement
Au début de la Seconde Guerre mondiale, le service voyageurs fut interrompu dès septembre 1939. Pendant la guerre, elle servit aux Allemands pour des convois militaires. Plusieurs viaducs furent bombardés par les Alliés en 1944, dont celui au-dessus de la Boëlle et de l'Yvette, ainsi que le viaduc des Fauvettes. Le viaduc métallique de Limours fut quant à lui dynamité par l'armée allemande le 17 août 1944, dans le cadre de la Libération. La dépose des rails commença peu après, et la section de Massy (PK 16,115) à Gallardon (PK 66,367) fut définitivement déclassée le 28 novembre 1953. La section de Bagneux (PK 6,597) à Massy - Palaiseau (PK 13,901) a été déclassée le 18 février 1976, afin de préparer la construction de la LGV Atlantique.
La section entre Chartres et Gallardon fut très utilisée dans les années 1970 et 1980 pour des trains de matériaux destinés aux chantiers autoroutiers. Deux embranchements (sablier et céréalier) furent actifs jusqu'en 2000 à Gallardon-Pont. La section de Chartres à Coltainville fut la dernière exploitée par la SNCF pour desservir l'embranchement Primagaz. Cette desserte s'est arrêtée fin 2007.

## Reconversion des emprises
À la fin de 1965, entre Gometz-le-Châtel et Limours, la section fut équipée pour être la première ligne expérimentale de l'Aérotrain. À la suite de l'abandon de cette technologie en 1974, une partie du tracé a été utilisée pour créer la déviation de Gometz-la-Ville (D988D), avec un tunnel de 740 m de long qui a été inauguré en juillet 2003 ; sur le giratoire côté Limours, une sculpture de Georges Saulterre, représentant l'Aérotrain 01, a été installée. De l'autre côté de ce tunnel, au grand giratoire de l'ingénieur Jean Bertin, un morceau du rail en T inversé rappelle cette invention. La voie verte de l'aérotrain a été aménagée en 2014, le long de cette voie expérimentale ; d'une longueur de neuf kilomètres (dont quatre en bordure du monorail subsistant), elle relie Gometz-la-Ville à Bonnelles via Limours. Par ailleurs, la route départementale 988 emprunte encore la plate-forme sur une courte distance à proximité du village de Rochefort-en-Yvelines, qu'elle contourne ainsi.
Il était prévu au départ que l'autoroute A10 atteigne le boulevard périphérique de Paris, en utilisant les emprises inutilisées de la ligne ferroviaire entre Massy et la capitale, puis la gare Montparnasse via la radiale Vercingétorix. Le projet fut finalement abandonné, à l'exception d'un court tronçon de Villebon-sur-Yvette à Palaiseau. Dans les années 1970, une bretelle routière fut construite pour relier la ville nouvelle des Ulis à l'A10, la N188 (devenue la D188). Elle utilise la plate-forme de la ligne entre Villebon-sur-Yvette et Bures-sur-Yvette, en passant par le viaduc d'Orsay.
Après cet abandon, l'extrémité nord du tracé fut utilisée dans les années 1980 pour la LGV Atlantique entre la cuvette de Palaiseau et Malakoff, où commence l'embranchement avec la ligne de Paris-Montparnasse à Brest. L'opération fut facilitée par le fait que les terrains achetés pour la ligne Paris – Chartres demeuraient inconstruits et appartenaient encore à la SNCF. Le passage sous le RER B, à Fontenay-aux-Roses, nécessita la déviation temporaire de l'ex-ligne de Sceaux. Pour répondre aux exigences des communes traversées, la ligne à grande vitesse fut construite à ciel ouvert puis recouverte, afin de limiter les nuisances sonores, tandis que deux tunnels furent percés à Fontenay-aux-Roses et à Sceaux. La Coulée verte, chemin de promenade reliant Paris à Massy, a été aménagée sur 12 km en surplomb de la ligne de TGV (ou à côté).
Le viaduc des Fauvettes fut rénové en 2004, afin d'éviter un éventuel effondrement consécutif à la destruction partielle d'une arche lors du bombardement de 1944, pour créer un site d'escalade mais aussi permettre le passage de la véloroute Véloscénie. Depuis 2008, la section entre la gare de Gallardon-Pont et le passage à niveau no 6 de Senainville est exploitée à des fins touristiques ; elle peut ainsi être parcourue en vélorail.
La réouverture de la ligne pour un tram-train, sur la section de Chartres à Gallardon-Pont, a été envisagée en 2010 (l'idée existant d'ailleurs depuis 1995) dans le cadre du plan de déplacements urbains de la communauté d'agglomération Chartres Métropole.

## Ouvrages d'art
La ligne comprend notamment :
- le viaduc d'Orsay ;
- le tunnel de Montjay, sur la commune de Bures-sur-Yvette ;
- le viaduc des Fauvettes, entre Bures-sur-Yvette et Gometz-le-Châtel[8] ;
- les viaducs à Limours : viaduc de la Prédecelle, puis viaduc métallique ;
- le pont de Bullion, à Bonnelles ;
- le viaduc de Villeneuve, à Saint-Arnoult-en-Yvelines ;
- le viaduc de Gourville, à Prunay-en-Yvelines ;
- le viaduc de Bleury ;
- le viaduc de Oisème, à Gasville-Oisème ;
- le viaduc des Grands-Prés, à Chartres.

## Galerie de photographies

En Île-de-France (départements de l'Essonne et des Yvelines)
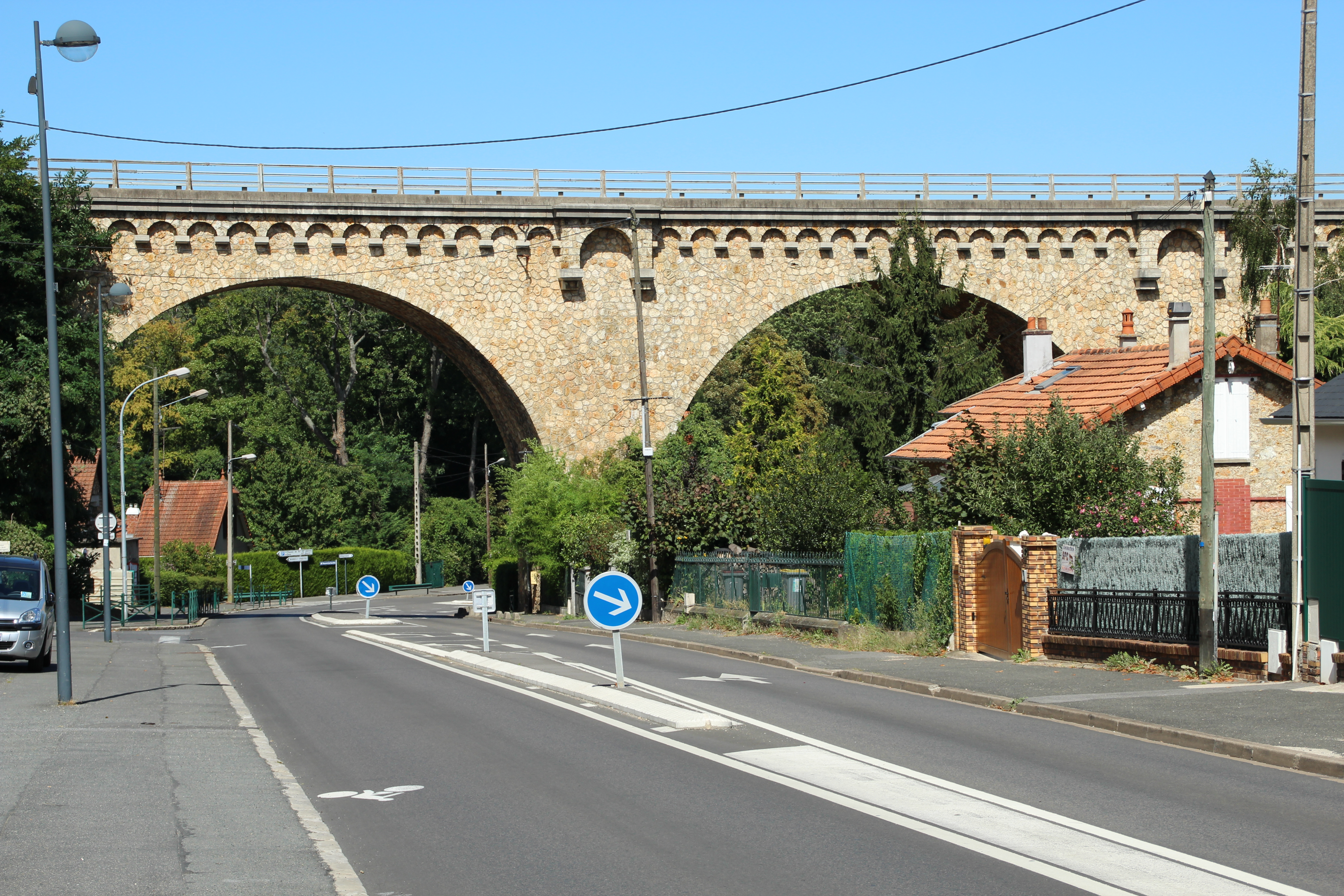
Viaduc d'Orsay.
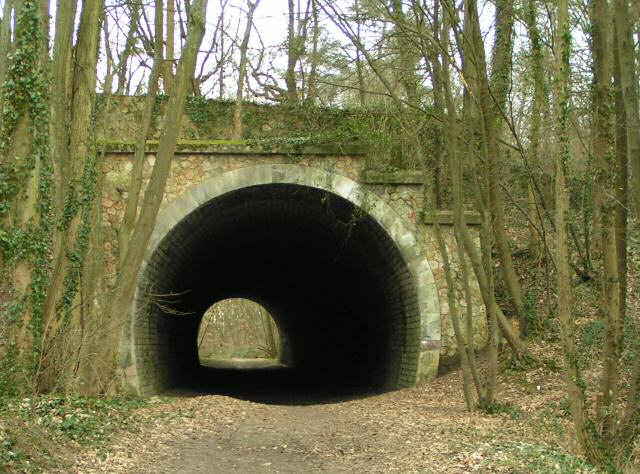
Tunnel de Montjay.
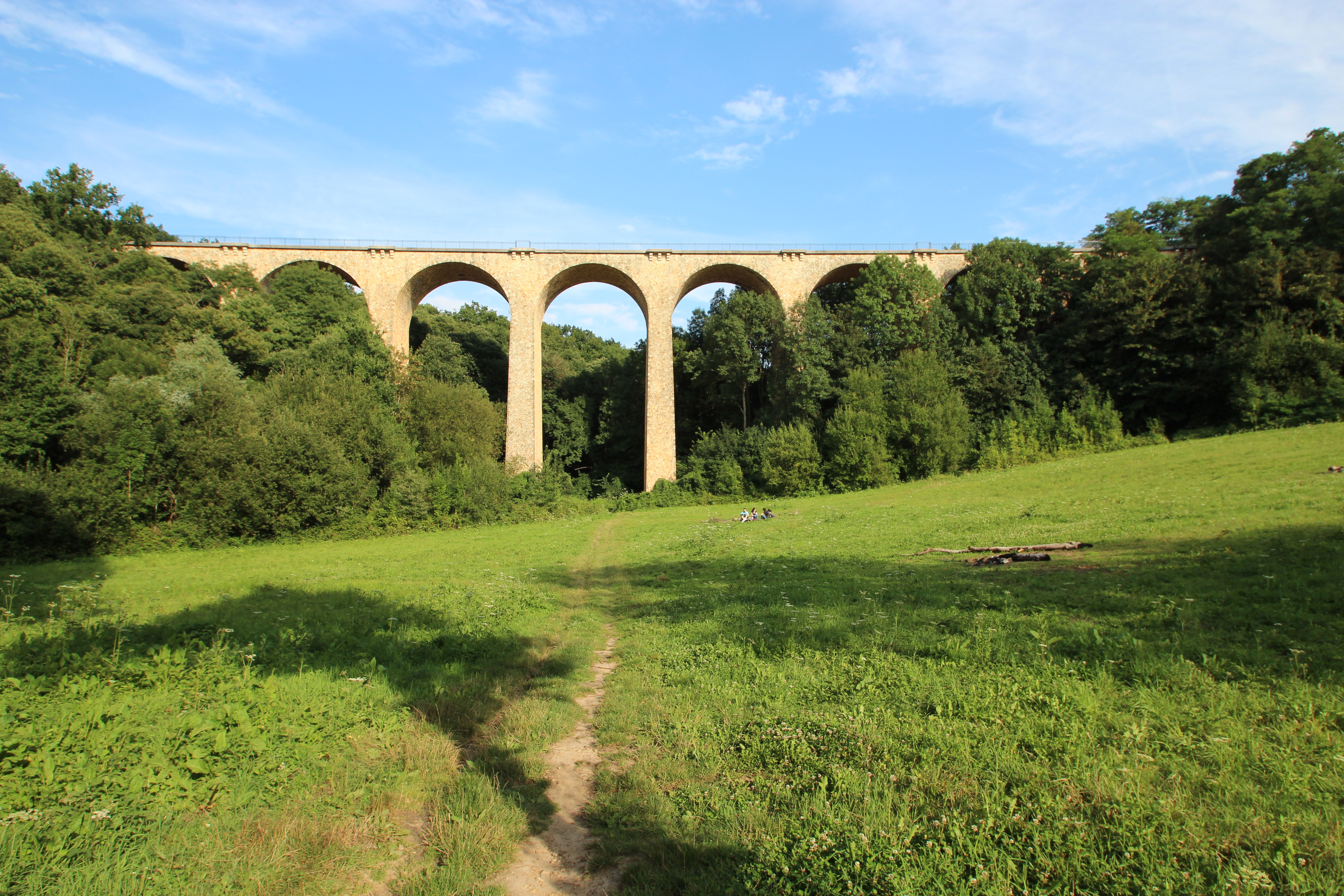
Viaduc des Fauvettes.
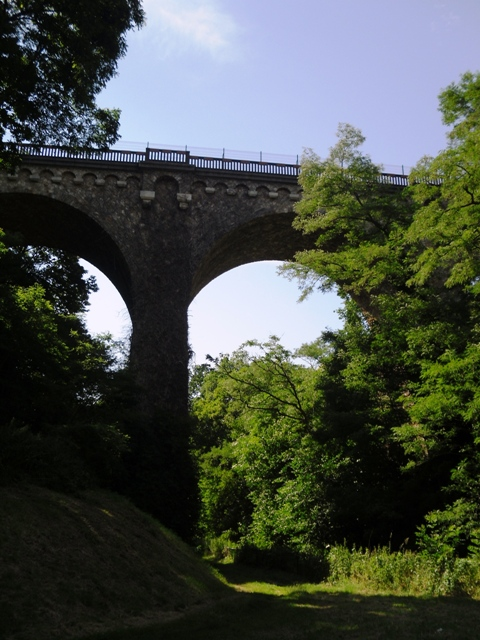
Viaduc de la Prédecelle.
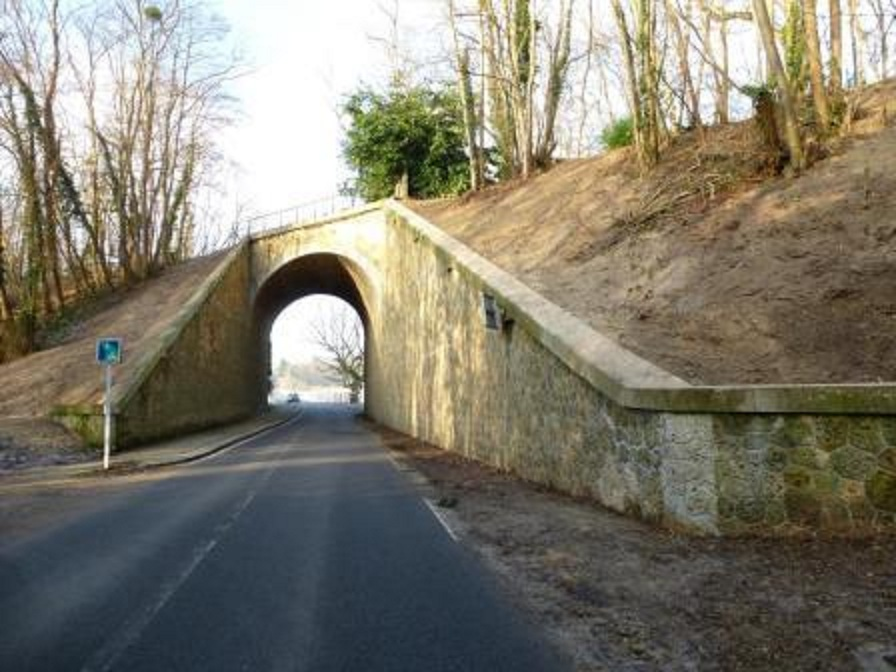
Pont de Bullion.

En Centre-Val de Loire (département d'Eure-et-Loir)
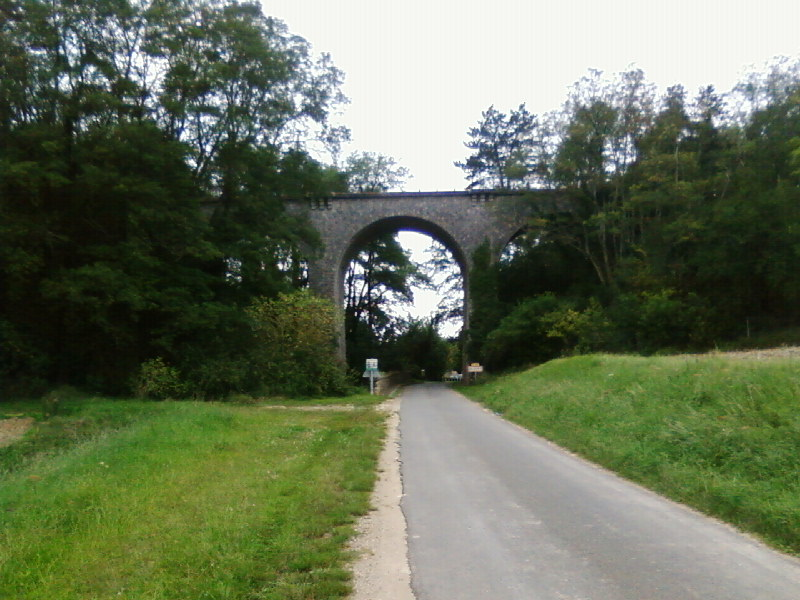
Viaduc de Bleury.
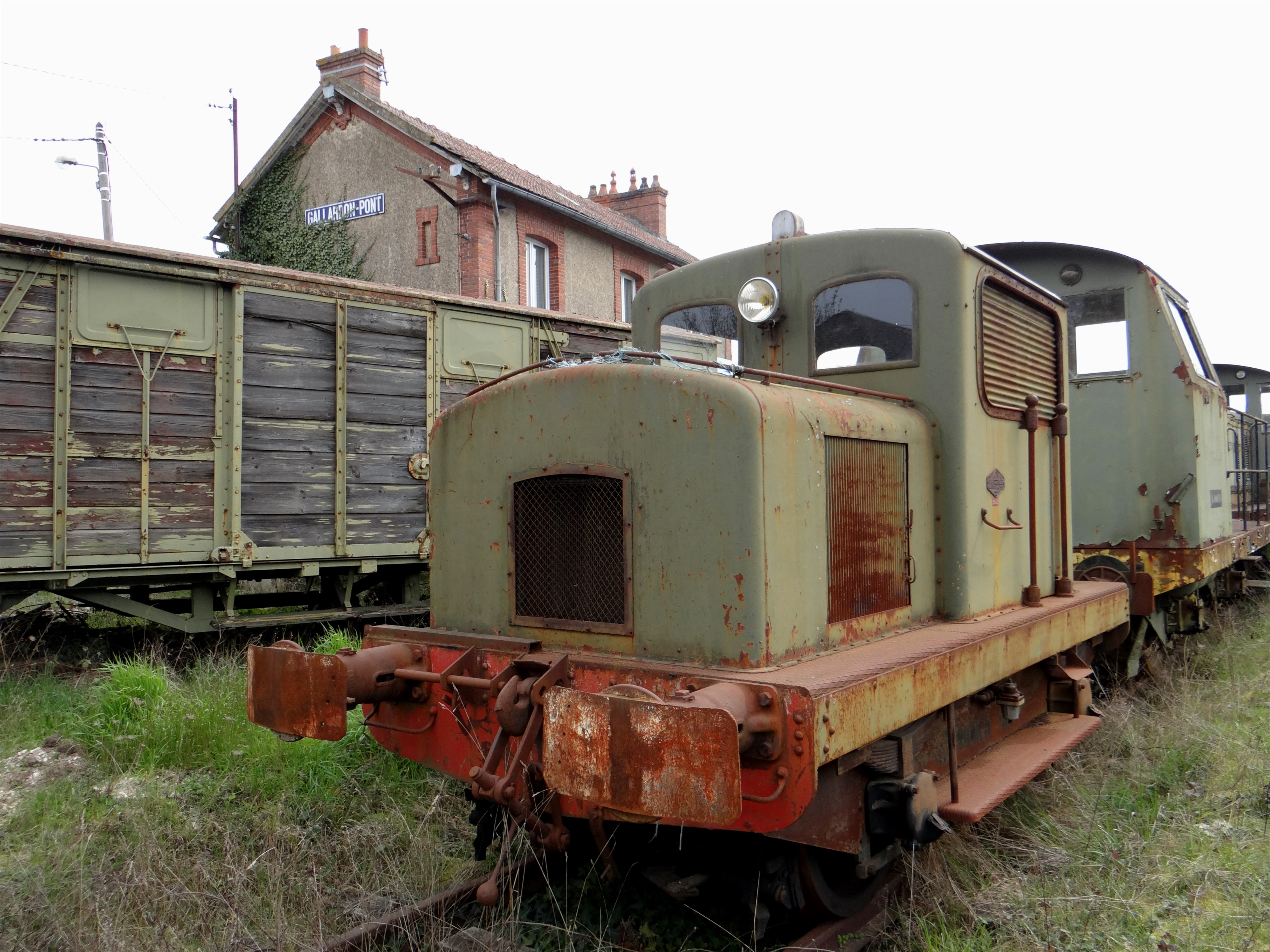
Gare de Gallardon-Pont, à Pont-sous-Gallardon.
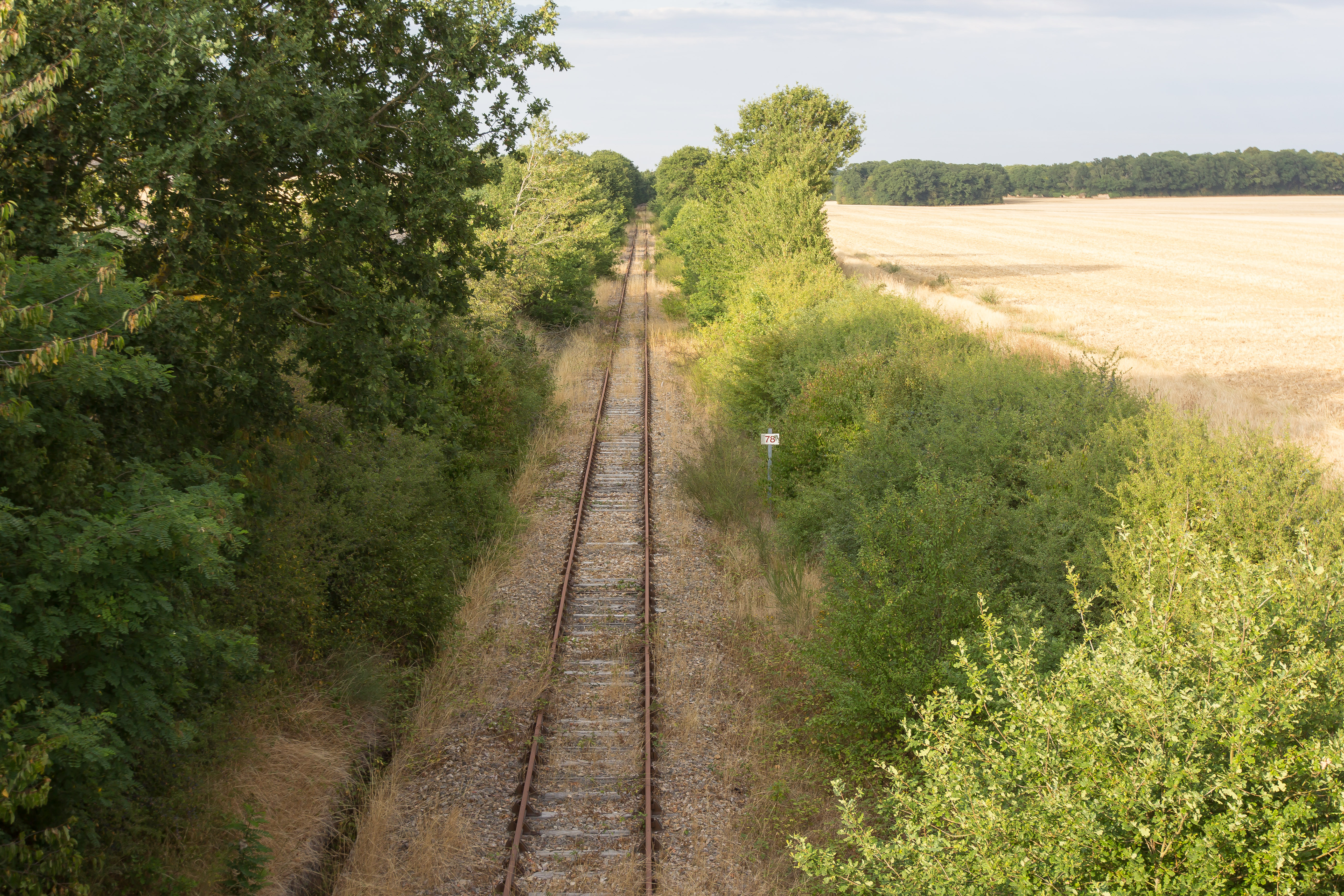
La ligne à Gasville-Oisème, vue en direction de Paris.
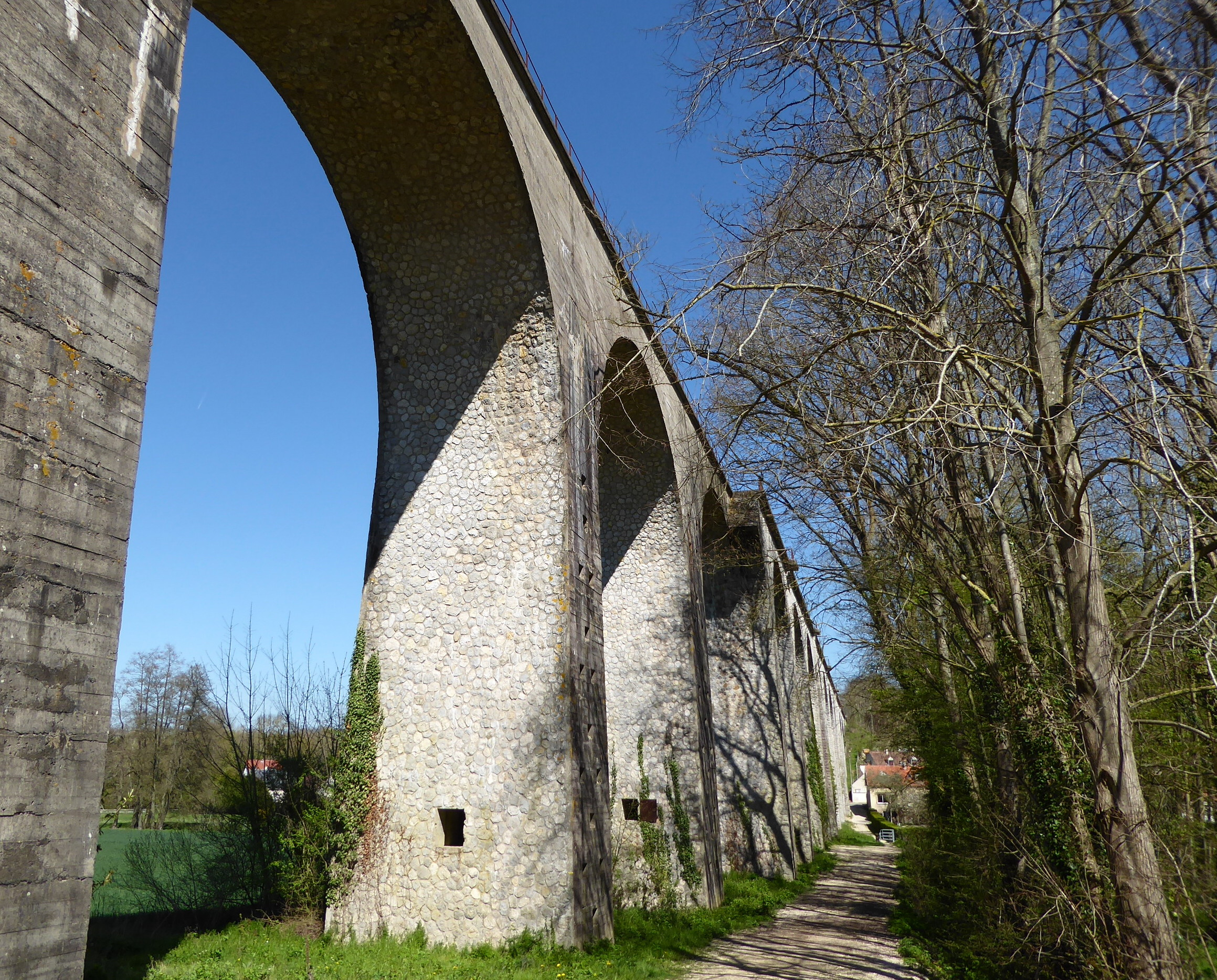
Viaduc de Oisème (18 arches).
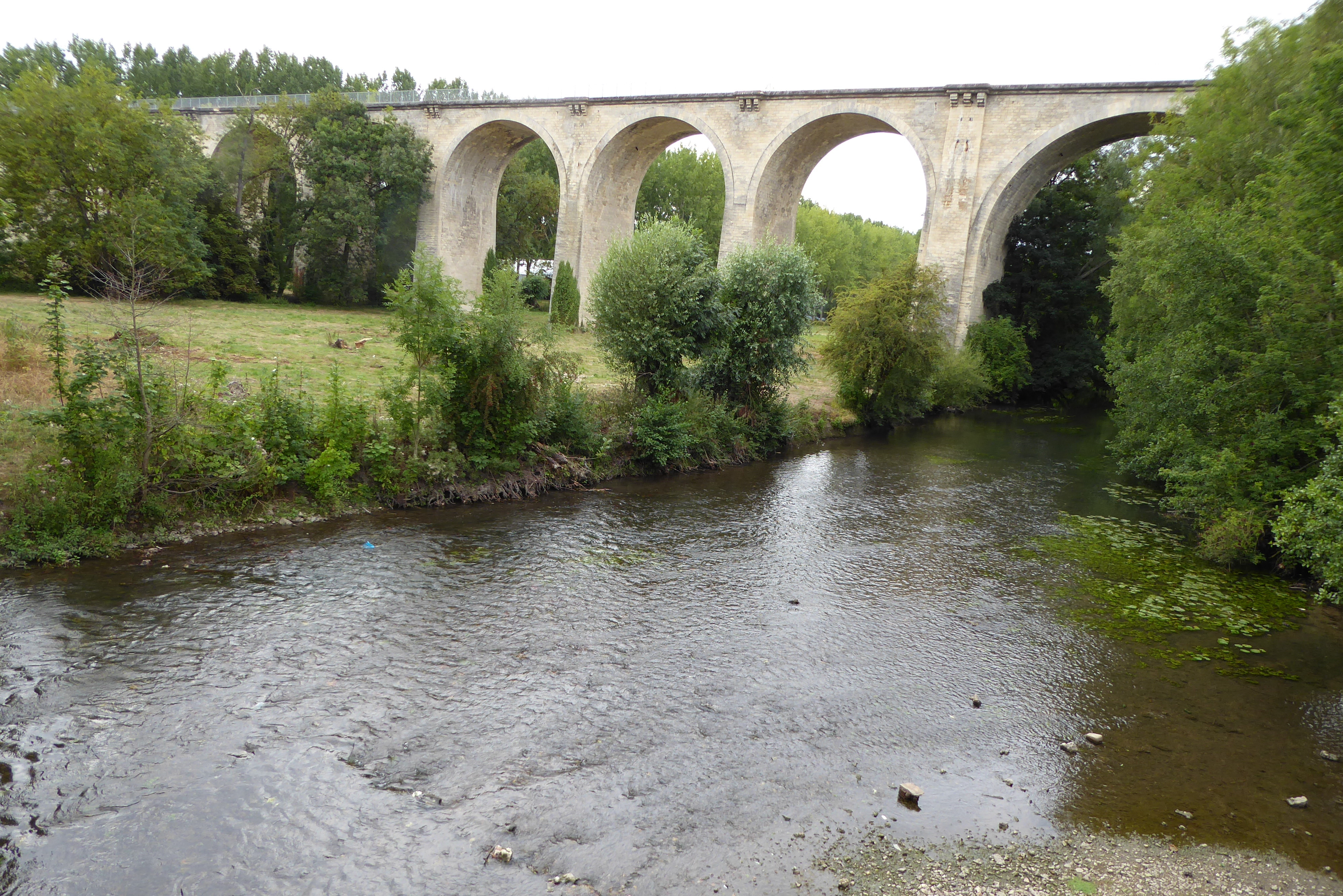
Viaduc des Grands-Prés.